# Städel Museum

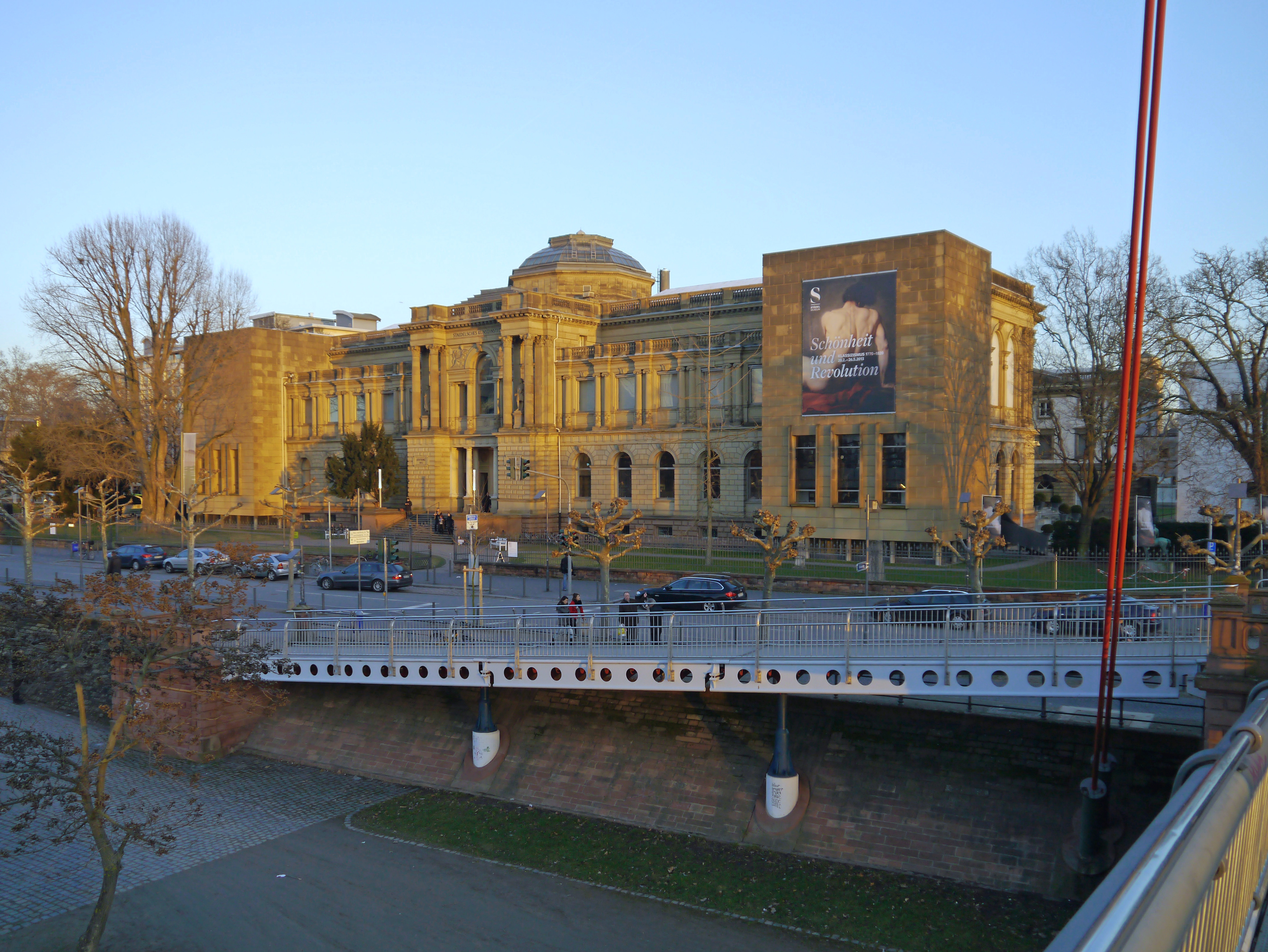
Städelsches Kunstinstitut we Frankfurcie nad Menem

Städel Museum (również: Städelsches Kunstinstitut und Städtische Galerie) – muzeum sztuki we Frankfurcie nad Menem.
Zostało powołane do życia na początku XIX w. przez frankfurckiego bankiera Johanna Friedricha Städla jako akademia sztuk pięknych. W 1815 Städel przekazał miastu w testamencie swą kolekcję malarstwa i powołał instytut sztuki, którego zadaniem było kształcenie artystów i opieka nad zbiorami. W l. 1830-1843 szkołę prowadził Philip Veit. W 1878 nad brzegiem Menu wzniesiono neorenesansowy gmach muzeum (rozbudowany w 1920 i 1990).
Galeria obejmuje dzieła artystów włoskich (Sandro Botticelli, Andrea del Verrocchio, Pietro Perugino), niderlandzkich (Jan van Eyck, Rogier van der Weyden, Hugo van der Goes), holenderskich (Rembrandt, Frans Hals, Jan Vermeer), niemieckich (Albrecht Altdorfer, Albrecht Dürer), wśród nich tak znane obrazy, jak: Madonna z Lukki Jana van Eycka, Oślepienie Samsona Rembrandta, Geograf Vermeera van Delft oraz jedna z trzech wersji Odjazdu na Cyterę Antoine’a Watteau.
W zbiorach muzeum znajduje się ok. 25 tys. rysunków i 65 tys. rycin.